# TNA 레슬링 (비디오 게임)
TNA 레슬링 (TNA Wrestling)는 롱테일 스튜디오가 2009년 발매한 작품이다. 롤 플레잉 방식으로 개발되었다.